# Danh sách tỷ phú Đài Loan theo giá trị tài sản
Dưới đây là danh sách các tỷ phú Đài Loan dựa trên sự định giá thường niên về của cải và tài sản được tổng hợp, biên soạn và xuất bản trên tạp chí Forbes của Mỹ năm 2017.

## Danh sách 31 tỷ phú giàu nhất Đài Loan năm 2020
| Thứ hạng | Thứ hạng trên thế giới | Họ và tên        | Năm sinh | Quốc tịch | Giá trị tài sản (tỷ đô la Mỹ) | Nguồn gốc tài sản                 |
| -------- | ---------------------- | ---------------- | -------- | --------- | ----------------------------- | --------------------------------- |
| 1        | 182                    | Quách Đài Minh   | 1950     | Đài Loan  | 7,5                           | Điện tử                           |
| 2        | 234                    | Thái Diễn Minh   | 1957     | Đài Loan  | 6,2                           | Đồ ăn thức uống                   |
| 3        | 281                    | Lin Yu-lin       | 1936     | Đài Loan  | 5,5                           | Bất động sản                      |
| 4        | 414                    | Doãn Diễn Lương  | 1950     | Đài Loan  | 4,2                           | Đa dạng                           |
| 5        | 460                    | La Kết           | 1925     | Đài Loan  | 3,9                           | Lốp xe                            |
| 6        | 474                    | Lâm Bách Lý      | 1949     | Đài Loan  | 3,8                           | Điện tử                           |
| 7        | 630                    | Thái Minh Trung  | 1957     | Đài Loan  | 3,1                           | Tài chính                         |
| 8        | 630                    | Thái Minh Hưng   | 1958     | Đài Loan  | 3,1                           | Tài chính                         |
| 9        | 782                    | Lâm Diệu Anh     | 1933     | Đài Loan  | 2,6                           | Bộ phận quang học                 |
| 10       | 782                    | Thái Hoành Đồ    | 1952     | Đài Loan  | 2,6                           | Tài chính                         |
| 11       | 896                    | Tsai Cheng-da    | 1949     | Đài Loan  | 2,3                           | Tài chính                         |
| 12       | 973                    | Tony Chen        | 1949     | Đài Loan  | 2,1                           | Điện tử                           |
| 13       | 973                    | Thái Chấn Vũ     | 1952     | Đài Loan  | 2,1                           | Tài chính                         |
| 14       | 1030                   | Trần Thái Minh   | 1958     | Đài Loan  | 2,0                           | Nghệ thuật, điện tử               |
| 15       | 1030                   | Liao Long-shing  | 1952     | Đài Loan  | 2,0                           | Hóa dầu                           |
| 16       | 1030                   | Lâm Thư Hồng     | 1928     | Đài Loan  | 2,0                           | Hóa dầu                           |
| 17       | 1030                   | Tseng Shin-yi    |          | Đài Loan  | 2,0                           | Hóa dầu                           |
| 18       | 1161                   | Chen Yung-tai    | 1935     | Đài Loan  | 1,8                           | Bất động sản                      |
| 19       | 1290                   | Chin Jong-hwa    | 1958     | Đài Loan  | 1,6                           | Phụ tùng ô tô                     |
| 20       | 1376                   | Chao Teng-hsiung | 1944     | Đài Loan  | 1,5                           | Bất động sản                      |
| 21       | 1468                   | Trịnh Sùng Hoa   | 1936     | Đài Loan  | 1,4                           | Điện tử                           |
| 22       | 1468                   | Lin Ming-hsiung  | 1949     | Đài Loan  | 1,4                           | Siêu thị                          |
| 23       | 1567                   | Wei Yin-chun     | 1956     | Đài Loan  | 1,3                           | Đồ ăn thức uống                   |
| 24       | 1567                   | Wei Yin-heng     | 1959     | Đài Loan  | 1,3                           | Đồ ăn thức uống                   |
| 25       | 1678                   | Archie Hwang     | 1952     | Đài Loan  | 1,2                           | Chất bán dẫn                      |
| 26       | 1678                   | Wei Ing-chou     | 1953     | Đài Loan  | 1,2                           | Đồ ăn thức uống                   |
| 27       | 1678                   | Wei Ying-chiao   | 1955     | Đài Loan  | 1,2                           | Đồ ăn thức uống                   |
| 28       | 1795                   | Richard Chang    | 1946     | Đài Loan  | 1,1                           | Bất động sản, điện tử (ASE Group) |
| 29       | 1795                   | Thái Minh Giới   | 1950     | Đài Loan  | 1,1                           | Chất bán dẫn                      |
| 30       | 1795                   | Ngô Đông Lượng   | 1950     | Đài Loan  | 1,1                           | Tài chính                         |
| 31       | 1940                   | Ngô Sùng Nghi    | 1955     | Đài Loan  | 1,0                           | Sản xuất chế tạo                  |

## Danh sách 7 tỷ phú giàu nhất Đài Loan năm 2014
| Thứ hạng | Họ và tên       | Năm sinh | Quốc tịch | Giá trị tài sản (tỷ đô la Mỹ) | Nguồn gốc tài sản                                         |
| -------- | --------------- | -------- | --------- | ----------------------------- | --------------------------------------------------------- |
| 1        | Thái Diễn Minh  | 1957     | Đài Loan  | 8,7                           | Đồ ăn thức uống (Want Want)                               |
| 2        | Thái Vạn Tài    | 1929     | Đài Loan  | 8,2                           | Tài chính (Tập đoàn tài chính Fubon)                      |
| 3        | Quách Đài Minh  | 1950     | Đài Loan  | 6,6                           | Điện tử (Hon Hai Precision Industry/Foxconn)              |
| 4        | Lin Yu-lin      | 1936     | Đài Loan  | 5,9                           | Bất động sản (Hong Tai Group)                             |
| 5        | Lâm Vinh Tam    | 1939     | Đài Loan  | 4,3                           | - Bất động sản - Ngân hàng (Ngân hàng Liên minh Đài Loan) |
| 6        | Doãn Diễn Lương | 1950     | Đài Loan  | 4,1                           | Tập đoàn Ruentex (tài chính, bán lẻ và bất động sản)      |
| 7        | Lâm Bách Lý     | 1949     | Đài Loan  | 4                             | Điện tử (Tập đoàn máy tính Quanta)                        |

Nguồn: vietq.vn

## Danh sách 10 tỷ phú giàu nhất Đài Loan năm 2010
| Thứ hạng | Họ và tên                                                    | Năm sinh           | Quốc tịch | Giá trị tài sản (tỷ đô la Mỹ) | Nguồn gốc tài sản                                                  |
| -------- | ------------------------------------------------------------ | ------------------ | --------- | ----------------------------- | ------------------------------------------------------------------ |
| 1        | Quách Đài Minh                                               | 1950               | Đài Loan  | 5,9                           | Điện tử (Hon Hai Precision Industry/Foxconn)                       |
| 2        | Anh em họ Thái (Thái Hoành Đồ, Tsai Cheng-da và Thái Chấn Vũ | 1952, 1949 và 1952 | Đài Loan  | 5,8                           | Tài chính (Cathay Financial Holdings)                              |
| 3        | Thái Vạn Tài                                                 | 1929               | Đài Loan  | 5,3                           | Tài chính (Tập đoàn tài chính Fubon)                               |
| 4        | Thái Diễn Minh                                               | 1957               | Đài Loan  | 4,9                           | - Đồ ăn thức uống (Want Want) - Khách sạn - Bảo hiểm               |
| 5        | Wei Ing-Chou                                                 | 1953               | Đài Loan  | 4,5                           | Đồ ăn thức uống (Tingyi)                                           |
| 6        | Lâm Bách Lý                                                  | 1949               | Đài Loan  | 3                             | Điện tử (Quanta Computer)                                          |
| 7        | Lin Yu-lin                                                   | 1936               | Đài Loan  | 2,7                           | Bất động sản (Hong Tai Group)                                      |
| 8        | Lâm Vinh Tam                                                 | 1939               | Đài Loan  | 2,4                           | - Báo chí (Liberty Times Group) - Ngân hàng (Union Bank of Taiwan) |
| 9        | La Kết                                                       | 1925               | Đài Loan  | 2,3                           | Lốp xe (Cheng Shin Rubber)                                         |
| 10       | Vương Vĩnh Tại                                               | 1921               | Đài Loan  | 2,2                           | Đa dạng (Tập đoàn nhựa Formosa)                                    |

Nguồn: VnExpress